# Angela Daigle
Angela Daigle, född 28 maj 1976, är en amerikansk friidrottare (kortdistanslöpare).
Daigle var med i det amerikanska stafettlag på 4 x 100 meter som vann VM-guld 2005 i Helsingfors.

## Personliga rekord
- 100 meter - 11,23
- 200 meter - 22,59